# ديفيد ليونغ
ديفيد ليونغ (بالسويدية: David Ljung)‏ هو لاعب كرة قدم سويدي، ولد في 27 سبتمبر 1975 في أوبسالا في السويد. لعب مع أيك سولنا ونادي بادوفا ونادي مولده ونادي هلسينغبورغ.

## روابط خارجية
- ديفيد ليونغ على موقع اتحاد النرويج (النرويجية)
- ديفيد ليونغ على موقع قاعدة بيانات كرة القدم.إي يو (الإنجليزية)